# Ekonomika Spojeného království
Ekonomika Spojeného království je pátou nejsilnější ve světě dle síly měny a šestou dle parity kupní síly. Je to druhá největší ekonomika Evropy po Německu. Spojené království je jednou z nejvíce globalizovaných zemí. Hlavní město Londýn je jedním ze tří hlavních ekonomických center světa, společně s New Yorkem a Tokiem.
Britská ekonomika se často označuje také jako „anglosaská ekonomika“. Tvoří ji (v sestupném pořadí dle velikosti) ekonomiky Anglie, Skotska, Walesu a Severního Irska. Spojené království bylo členem Evropské unie od roku 1973 do roku 2020.
V 80. letech minulého století, pod vedením ministerské předsedkyně Margaret Thatcherové, byla privatizována většina státem vlastněných podniků v průmyslovém sektoru a službách, které byly zestátňovány od 40. let. Britská vláda v současnosti ovládá jen velmi málo průmyslu či podnikání – jedním z příkladů je například Královská poštovní služba.
Britská ekonomika zažila v posledních letech nejdelší ekonomický růst za posledních 150 let, přičemž vykazovala růst každé čtvrtletí od roku 1992. Šlo o jedni z nejsilnějších ekonomik EU s ohledem na inflaci, úrokové sazby a nezaměstnanost, které všechny zůstávají poměrně nízko. Současně má Spojené království podle Mezinárodního měnového fondu sedmou nejvyšší úroveň HDP na obyvatele v EU dle parity kupní síly, za Lucemburskem, Irskem, Nizozemskem, Dánskem, Rakouskem a Finskem. Na druhou stranu, současně s ostatními anglicky hovořícími zeměmi, má Britská ekonomika nejvyšší míru nerovnosti příjmů v porovnání s ostatními evropskými státy. Spojené království má však také třetí největší deficit platební bilance.

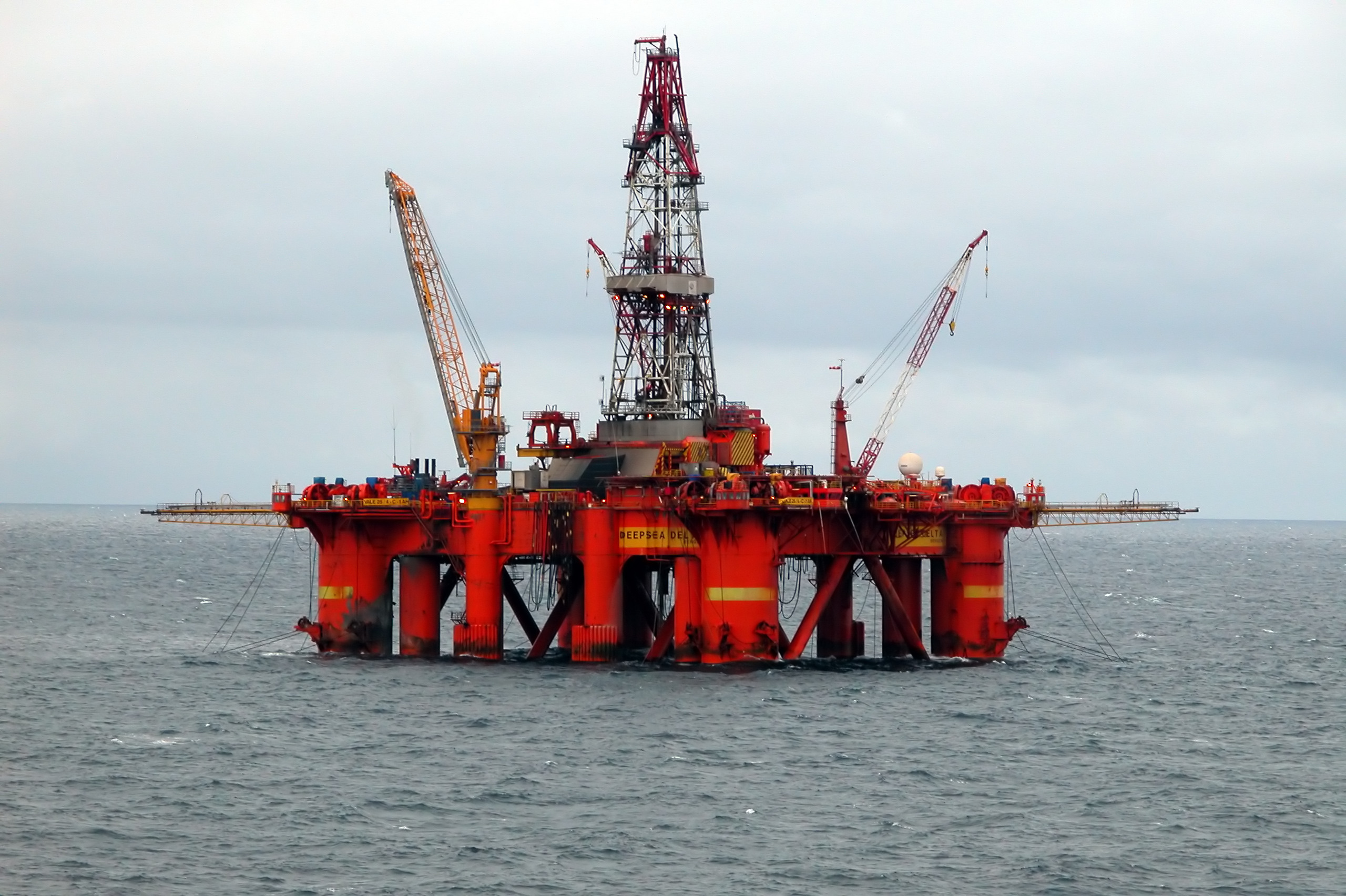
Těžební věž v Severním moři

Ačkoli „produktivita na zaměstnance“ v posledních dvou desetiletích stále stoupala a předstihla i Německo, stále zaostává o 20 % za Francií, kde mají pracovníci 35hodinový pracovní týden. Britská „produktivita na odpracované hodiny“ je v současnosti ve shodě s průměrem „staré“ EU (15 zemí).
Spojené království je v současnosti na 16. místě žebříčku Human Development Index (země seřazené podle průměrné délky života, vzdělanosti ad.).
V souvislosti se světovou finanční krizí se koncem roku 2008 britská vláda na podporu ekonomiky rozhodla ke snížení daně z přidané hodnoty o dva procentní body na 15 %, a to až do roku 2010, i za cenu očekávaného zvýšení zadlužení státu.

## Specifika řízení lidských zdrojů v Británii

### Pracovní právo
- Maximální délka pracovní doby

Pracovní doba nesmí přesáhnout více než 48 hodin týdně u dospělých zaměstnanců. Výjimkou jsou záchranná služba, policie, armáda, práce, které vyžadují dohled 24 hodin, někteří rybáři, domácí sluhové. Zákon nicméně říká, že pro každé odvětví jsou jiná pravidla a vše by mělo být konzultováno se zaměstnavatelem.
Pracovníci, kteří chtějí dělat více hodin týdně o to musí požádat zaměstnavatele.
Ve věku 16-17 let smí nedospělá osoba pracovat maximálně 40 hodin za týden.
- Minimální doba odpočinku

Každý pracovník má za jednodenní pracovní období (24 h) právo na nepřerušených 11 hodin odpočinku. Pokud pracuje za den více než 6 hodin má právo na 20 nepřerušovaných minut odpočinku během směny. Týdně má nárok na nepřerušovaných 24-48 hodin odpočinku.
- Minimální délka dovolené za pracovní rok

Je 28 dní, v případě, že pracovník nepřerušeně pracuje jeden a více let bez ohledu na jeho věk při 5 pracovních dnech týdně. Počítá se počet odpracovaných dní za týden krát 5,6. Výsledek je nárok pracovníka na placenou dovolenou.
Zaměstnankyně, které jsou těhotné, kojící nebo porodily mají nárok na řadu výhod a práv včetně:
- Prenatální dovolené - placené volno před porodem, obvykle 4 týdny před porodem
- Mateřskou dovolenou - spolu s "mateřským platem"
- Ochranu proti nespravedlivému zacházení, diskriminaci, atd.

Zaměstnavatel nemůže ukončit pracovní poměr v průběhu těhotenství ani po něm, bez vážných porušení pracovních povinností.
- Minimální mzda

Tabulka minimální hodinové mzdy podle věku pracovníka
| Rok  | 21 a více | 18-20  | Pod 18 | Učeň   |
| ---- | --------- | ------ | ------ | ------ |
| 2013 | £ 6.31    | £ 5.03 | £ 3.72 | £ 2.68 |
| 2012 | £ 6.19    | £ 4.98 | £ 3.68 | £ 2.65 |
| 2011 | £ 6.08    | £ 4.98 | £ 3.68 | £ 2.60 |

- Ochrana zdraví při práci

Zaměstnavatel musí přijmout veškerá možná opatření, aby zajistili fyzickou i psychickou bezpečnost svých pracovníků, včetně prevence rizik, pravidelných školení - včetně pořádání akcí pro ochranu zdraví svých zaměstnanců(cvičení, školení,...). Musí také připravit seznam rizikových pracovních pozic.
Úrazové pojištění při zaměstnání je zaměřeno na: nehody na pracovišti, nemoci z povolání, nehody na cestě na pracoviště,...
- Rovné zacházení pro muže a ženy, diskriminace

Je dáno zákonem o rovném zacházení, který říká, že nikdo nesmí být diskriminován na základě rasy, pohlaví, náboženského vyznání nebo víry, sexuální orientace nebo etnické skupiny.

### Úroveň mezd
Průměrná mzda v UK je £ 29.900
Běžnou praxí v Anglii je, že kromě výše mzdy jsou ve smlouvě vždy uvedeny i zaměstnanecké benefity. Právě díky nim se potenciální zaměstnanec rozhoduje, kterou firmu si pro své budoucí zaměstnání zvolit. Toto vyjednávání probíhá pravidelně při výročním hodnocení zaměstnance a ten samozřejmě může o své výhody přijít nebo je naopak ještě zhodnotit.
Běžné zaměstnanecké výhody:
- Stravenky
- Firemní automobil
- Firemní telefon
- 13. a 14. plat
- Prémie ze zisku nebo obratu pobočky, firmy, atd.
- Dávky pro rodinu
- Zaplacení nákladů na stěhování, jazykové kurzy, atd

### Vzdělání a gramotnost pracovní síly
Vzdělání obyvatel Británie je na velmi dobré úrovni, přes 71% dospělých lidí ve věku od 25 do 64 let má ekvivalent středoškolského diplomu.

### Dostupnost pracovní síly
Británie má největší podíl pracovní síly v nemanuální sféře. Nejmenší podíl zaměstnanců je v zemědělství (pod 2%), poté ve výrobě a nejvíce ve službách. V manuální sféře pracují převážně cizinci.
Přes 81 % obyvatel pracuje ve službách, nejvíce je soustředěno do Finančního a IT sektoru.